# Auスマートバリュー
auスマートバリュー（エーユー スマートバリュー）は、KDDI及び沖縄セルラー電話が提供する携帯電話サービスと特定の固定回線もしくはWi-Fiルーターとの組み合わせで、携帯電話の利用料を割り引くシステムのことである。
auセット割はインターネットサービスプロバイダが利用料金を割り引くものであり、このauスマートバリューは携帯電話の利用料金を割り引く点で異なる。

## 概要
auのスマートフォン若しくは携帯電話と対象の固定回線またはWi-Fiルーターをセットで契約すると、スマートフォン及び携帯電話の利用料から契約プランと利用期間に応じて毎月500円～2,000円が割り引かれる。Wi-Fiルーターと組み合わせた場合はサービス名が「auスマートバリュー mine」となる。

## 割引額
前述の通り、契約プランと契約期間に応じて異なる。
詳しい条件は、auスマートバリューを参照されたい。

## 沿革
- 2012年1月16日 - サービス発表。
- 2012年3月1日 - サービス開始。
- 2013年12月1日 - 「auスマートバリュー mine」を開始。
- 2015年3月 - データ定額10/13契約者の2年目までの割引額が2,000円/月にアップする。